# Rasenspiel
Ein Rasenspiel bzw. Rasensport ist ein Spiel oder eine Sportart, die auf einer Rasenfläche als Spielfeld ausgeübt wird. Dabei ist sowohl natürlich gewachsener Rasen als auch Kunstrasen gemeint. 

## Rasenspiele

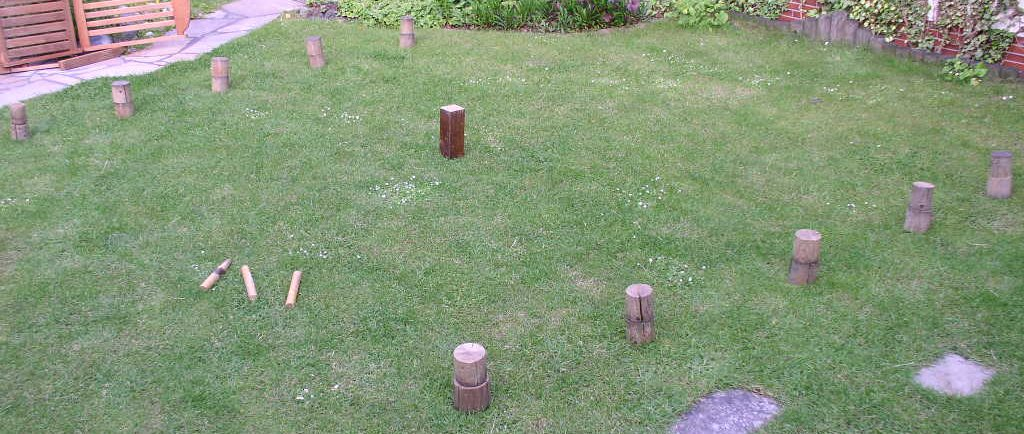
Selbstgebautes Kubb-Spiel auf einem Rasen

Der Begriff wird heute nur noch selten gebraucht. Es gibt viele Arten und Variationen von Rasenspielen, einschließlich Spielen, die Bälle und das Werfen von Objekten als primäres Spielmittel verwenden. 
Einige Rasenspiele sind historischer Natur, da sie seit Jahrhunderten in verschiedenen Formen entwickelt und gespielt wurden. Boccia geht sogar auf das Mittelalter zurück. Eine relativ neue Form des Rasenspiels ist Kubb. Weitere Rasenspiele sind z. B. Tauziehen und diverse Fangespiele.

## Rasensport

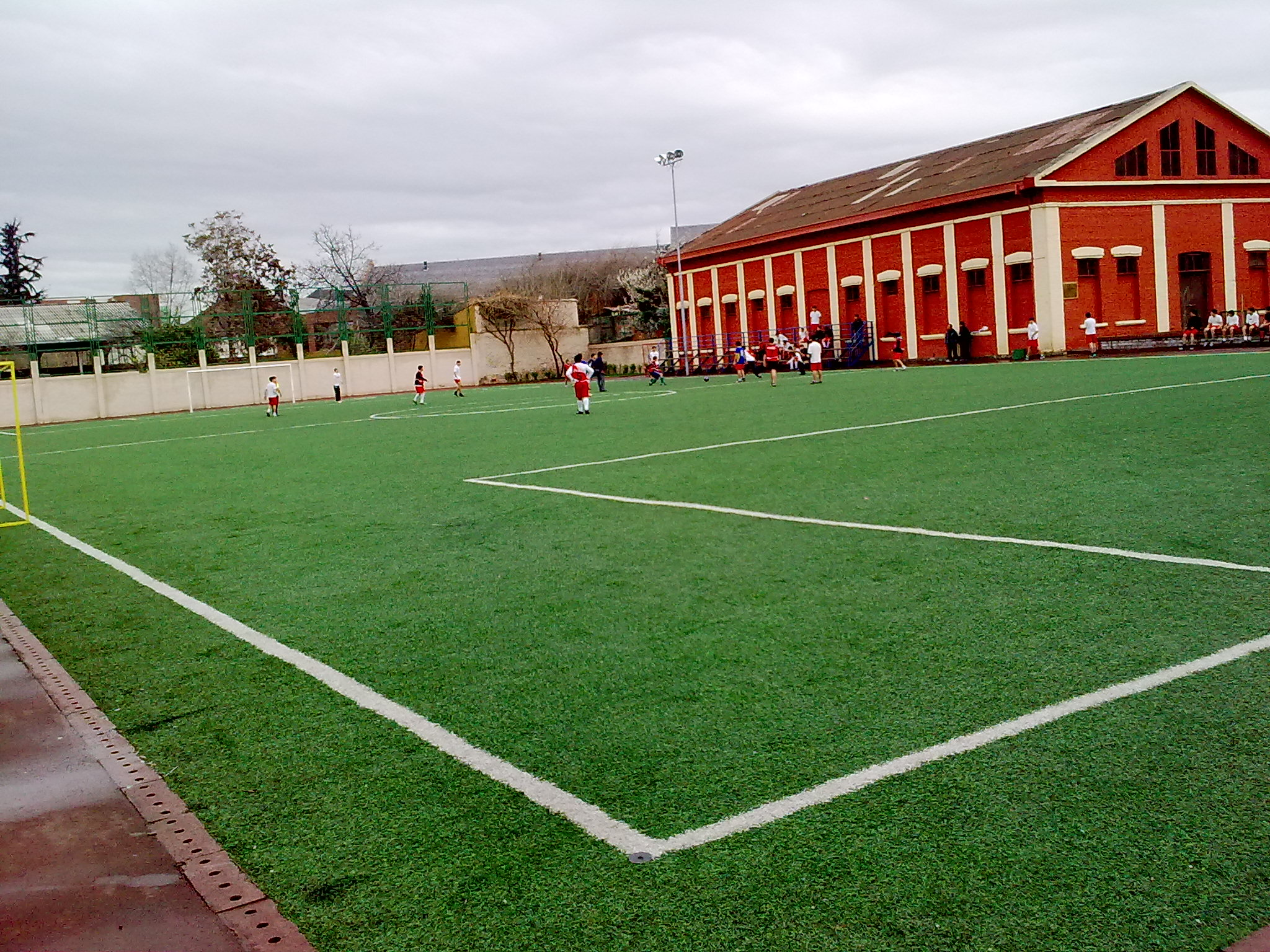
Ein Kunstrasenspielfeld mit Markierungen für Fußball

Rasensportarten werden traditionell auf einem Sportplatz mit Rasenfläche oder in Stadien gespielt. In vielen Vereinsnamen die mit VfR beginnen, steht das R für Rasensport oder Rasenspiele. Aus jüngerer Zeit bekannt ist auch der Fußballverein Rasenballsport Leipzig. Das berühmte Tennisturnier in Wimbledon findet auf Rasen statt.
Typische Rasensportarten sind:
- Cricket
- Crocket
- Fußball
- Football
- Golf
- Hockey
- Polo
- Rugby